# Бруннер, Лукас
Лукас Бруннер (нем. Lucas Brunner; род. 29 мая 1967, Берн) — швейцарский шахматист, гроссмейстер (1994).
Чемпион Швейцарии (1994). В составе сборной Швейцарии участник 3-х Олимпиад (1990—1994).

## Изменения рейтинга
| Графики недоступны из-за технических проблем. См. информацию на Фабрикаторе и на mediawiki.org. |